# Andrzej Prusinowski
Andrzej Prusinowski herbu Topór (zm. przed 15 lutego 1701 roku) – kasztelan połaniecki od 1697 roku (zrezygnował przed 9 maja 1698 roku), starosta horodelski w latach 1677–1696, pułkownik wojsk królewskich w 1693 roku.
Poseł na sejm 1677 roku z województwa bełskiego.
W 1697 roku był elektorem Augusta II Mocnego z województwa sandomierskiego i z województwa bełskiego, podpisał jego pacta conventa.